# Гари Каспаров
Гари Кимович Каспаров (роден като Гари Вайнщайн) е 13-ият световен шампион по шахмат.
Той е най-младият световен шампион по шахмат в историята, притежавал е титлата 15 години. Носител е на най-високата награда в шаха „Шахматен Оскар“ рекордните 11 пъти (1982, 1983, 1985 – 1988, 1995, 1996, 1999, 2001, 2002). Считан е за най-силния световен шампион по шахмат за всички времена.
В шахмата е известен с интуитивна и невероятна визия на дъската, както и с промяна на стратегията в средата на партията. Каспаров е един от няколкото шахматисти, оглавявали световната ранглиста след 1970 г., откакто световната шахматна федерация ФИДЕ официално приема коефициента ЕЛО като мярка за силата на шахматистите – Боби Фишер, Анатоли Карпов, Гари Каспаров, Владимир Крамник, Вишванатан Ананд, Веселин Топалов и Магнус Карлсен.

## Детство
Гари Кимович Вайнщайн е роден на 13 април 1963 г. в Баку, столица на тогавашната съветска република Азербайджан, в семейство на инженерите Клара и Ким Вайнщайн. Майка му е арменка, а баща му – потомък на немски евреи. На 4-годишна възраст се научава да чете. Още от малък се увличал по история и география. Вечер родителите му често решавали шахматни задачи и веднъж, докато ги наблюдавал, Гари неочаквано подсказал решението на една от тях. Удивен, баща му казал: „Ако той вече знае как завършва играта, трябва да му покажем и как започва.“
Гари научава играта шахмат от баща си. Бил нарочен за музикант, тъй като семейството се славело с музикална традиция – потомци на известни композитори, но Ким Вайнщайн твърдо заявил, че синът му няма музикален слух, а има аналитична памет, затова трябва да се занимава с шахмат. На 6-годишна възраст Гари попада в шахматната секция на Двореца на пионерите в Баку. През 1971 г. баща му му подарил шахматен часовник и това именно била последната им среща, защото след пътен инцидент и тежко боледуване Ким Вайнщайн починал. 8-годишният Гари казал на майка си: „Нека да мислим, че татко е отишъл в командировка.“ Оттогава Клара Вайнщайн посветила живота си на сина си. Станала негов приятел и съветник, мениджър, психолог и талисман. На 9-годишна възраст Гари става първоразрядник, а на 10, на юношеските игри във Вилнюс, се запознава с Александър Никитин – московски треньор и бъдещ негов наставник. Ранните му успехи на шахматната дъска му дават възможност да попадне на 10-годишна възраст в школата на трикратния световен шампион Михаил Ботвиник, който е смятан за най-добрия съветски шахматист за времето си.
През 1975 г. Гари Вайнщайн сменя фамилията си на Каспаров (славянизирана форма на рождената фамилия на майка му – Каспарян). С това име добива първия си пълен успех, побеждавайки Павленко с 1,5:0,5 т. във финала за „Купата на града“.
През 1976 г., на 12-годишна възраст, Каспаров става най-младият състезател, печелил младежкото първенство по шах на СССР, провело се в Тбилиси (днешна Грузия), а година по-късно повтаря успеха си в Рига. Така става първият шахматист, 2 поредни пъти шампион на СССР за младежи. На 13 години участва за първи път на международно състезание и печели третото място на третото световно първенство за кадети във Франция. Това е първият случай, в който 13-годишно дете представя Съветския съюз на международно състезание на Запад. Победата в мемориал „Соколски“ донася на Каспаров дългоочакваното звание „майстор на спорта“. Ботвиник пише, че „това бил най-големият успех, който някога е постигал юноша от СССР“.
През 1979 г., на 16 години, Гари Каспаров получава възможността да участва в състезание на територията на Югославия заедно с 14 силни международни майстори. Въпреки че Каспаров още няма ЕЛО-рейтинг от ФИДЕ, той печели мача с голяма преднина (55,5 срещу 45,5 за втория) и показва на шахматната общественост, че ще е сериозен претендент на следващото световно първенство по шах. На 17-ия си рожден ден Гари Каспаров става гросмайстор.

## Световен шампион
На 10 септември 1984 година, 21-годишен, Каспаров започва да играе първия си мач за световната титла по шахмат срещу световния шампион, легендарния съветски шахматист Анатоли Карпов, след като печели финалния кандидатски мач срещу три пъти по-възрастния Василий Смислов. Според регламента се играе до 6 победи без ограничение броя на партиите. И двамата играят брилянтно, показвайки едно от най-високите нива на финален мач за титлата. Карпов повежда след 9-а партия с 4 победи, но Каспаров успява да удържи натиска на световния шампион в 17 поредни ремита, губи 27-ата, а после печели 3 победи в 32-рата, 47-ата и 48-ата партия. Ремитата не се зачитат и след рекорден 5-месечен маратон от 48 партии поради изтощение на играчите мачът е прекратен на 8 февруари 1985 г. при резултат 5:3 за Карпов, без да е спечелен от никого по решение на ФИДЕ.
От 3 септември 1985 г. се играе нов мач в Москва, този път по старите правила с 24 партии. На 9 ноември Каспаров побеждава с 13:11 и печели титлата. На 22 години и 210 дни Гари Каспаров става най-младият световен шампион по шахмат за всички времена до този момент.
Каспаров защитава титлата си успешно срещу Карпов в три равностойни мача реванш от по 24 партии с минимална преднина:
- 1986 г. в Лондон и Ленинград, който печели с 12,5:11,5 (5 победи, 15 равенства и 4 загуби),
- 1987 г. в Севиля, който завършва с равенство 12:12 (4 победи, 16 равенства и 4 загуби) и
- 1990 г. в Лион, който печели с 12,5:11,5.

В цялата си кариера Каспаров играе 235 партии срещу Карпов, като печели 33, губи 23 и завършва наравно 179 пъти. От тях в 5-те мача за световната титла играят 144 партии, от които Каспаров има 21 победи, 19 загуби и 104 ремита. Изключително високото ниво на играта и дебютно разнообразие във финалните двубои, както и продължителното владеене на световната титла, дават основание Каспаров и Карпов да бъдат смятани за най-силните шахматисти за всички времена.

## Олимпиади
Гари Каспаров играе на 8 шахматни олимпиади. Той представя Съветския съюз 4 пъти: през 1980, 1982, 1986 и 1988 г. и Русия 4 пъти: през 1992, 1994, 1996 и 2002 г. През 1980 г. е II резерва, а през 1982 г. играе на II дъска. След това останалите 6 пъти играе на I дъска. В 82 партии той постига успеваемост 78,7 % (+50, =29, -3) и печели общо 19 медала: 8 златни за отборен шампион (на всички участия), 5 златни и 2 бронзови медала за индивидуален резултат на съответната дъска, 2 златни и 2 сребърни за изпълнение.
Каспаров също представя СССР на Младежката шахматна олимпиада в Грац през 1981 г., където играе на I дъска, постига 9 точки от 10 партии (+8, =2, -0) и печели златен медал.

## Личен живот
До 1990 г. Каспаров живее в родния си град. Завършва английска филология. През 1990 г. получава руско гражданство и заживява в Москва.
Каспаров се е женил 3 пъти: първия – за Mария, с която той има дъщеря Полина (родена 1993 г.) преди развода им; втория – за Юлия, с която имат син Вадим (р. 1996) и се развеждат през 2005 г.; и третия – за Дария, с която имат дъщеря Aида (р. 2006) и син Николай (р. 2015).

## Отцепване от ФИДЕ
След дълготрайни спорове със световната федерация по шах – ФИДЕ – Каспаров се отцепва от нея и основава Професионалната шахматна асоциация (ПША).
През 1993 г. в Лондон Каспаров участва в мач до 24 партии за световната титла на ПША срещу англичанина Найджъл Шорт. Шорт добива правото да играе срещу Каспаров за титлата след победи над Спилман с 5½:4½, Гелфанд с 5:3, Kарпов с 6:4 и Tиман със 7½:5½. С победи в 1-ва, 3-та, 4-та, 7-а, 9-а и 15-а партия на мача световният шампион повежда с 6 точки аванс, а Шорт побеждава само в 16-а партия. Каспаров предсрочно печели мача след 20-а партия с 12,5:7,5 и защитава титлата си.
Отново я защитава през 1995 г. срещу индиеца Вишванатан Ананд. ПША организира мача в Ню Йорк, в обсерваторията на панорамния 107-и етаж на Световния търговски център. Наградният фонд е 1,5 милиона долара, от които 2/3 за победителя. Мачът се играе по нови правила до 20 партии, във всяка по 40 хода за 2 часа, после 20 хода за 1 час и още 30 минути за завършване на играта, без почивни дни. Мачът започва с 8 стратегически ремита – рекорд при откриване на шампионатни мачове. Ананд печели в 9-а партия, но Каспаров побеждава в 4 от следващите 5 партии (10-а, 11-а, 13-а и 14-а), а след 18-а завършва и този мач предсрочно с крайна победа с 10½:7½ и отново запазва титлата си в ПША.
Същевременно ФИДЕ провежда мач за световната титла по шах между Анатоли Карпов и Ян Тиман, който Карпов печели. И Каспаров, и Карпов смятат себе си за световни шампиони.
През 1999 г. Гари Каспаров поставя рекорд за най-висок коефициент ЕЛО в света – 2851, който е подобрен едва през декември 2012 г. на турнира в Лондон от новия шахматен гений Магнус Карлсен (Норвегия) – 2861.
През 2000 г. Каспаров губи титлата си в мач на Професионалната шахматна асоциация срещу ученика си Владимир Крамник с 6,5:8,5. В целия мач Каспаров не печели нито една партия. Крамник отказва традиционния мач реванш и така остава световен шампион на ПША до обединителния мач срещу шампиона на ФИДЕ Веселин Топалов през 2006 г.

## Шахмат срещу компютри

### Deep Thought, 1989 г.
Каспаров лесно побеждава шахматния компютър Deep Thought (Дълбока мисъл) и с двата цвята в мач от две партии.

### Deep Blue, 1996 г.
През февруари 1996 г. Каспаров губи партия срещу компютъра на IBM Deep Blue. В последвалите 5 партии от срещата Каспаров постига 3 победи и два равни резултата, и завършва с резултат 4:2 в негова полза.

### Deep Blue, 1997 г.
През май 1997 г. губи публичен мач реванш от шест партии с 2,5:3,5 срещу подобрения компютър на IBM Deep Blue. Мачът е равен до петата партия, но в шестата компютърът побеждава. Това е първият път, в който компютър побеждава световен шампион в директна среща. По този известен двубой е направен документалния филм Играта свърши: Каспаров срещу Машината (Game Over: Kasparov and the Machine).
Каспаров твърди, че няколко фактора са били против него в тази среща. В частност, на него му е бил отказан достъп до предишни срещи на Deep Blue, докато компютърният екип е проучил стотици срещи на Каспаров.
След загубата Каспаров обявява, че е имало моменти, в които е видял забележителен интелект и творчество в ходовете на машината, като дори е предположил, че са се намесили хора, в противоречие с правилата на срещата. Екипът на IBM отрича да е мамено, като казва, че единствената човешка намеса в машината е била между отделните партии. Правилата на срещата позволяват на разработчиците да променят компютърната програма между партиите, за да подобряват играта на компютъра. Каспаров изисква разпечатки от лог-файловете на машината, но IBM му отказва, въпреки че по-късно те са публикувани в Интернет. Каспаров иска реванш, но IBM отказва и прекратява работата по Deep Blue.

### Deep Junior, 2003 г.
През януари 2003 Каспаров участва в класическа среща от шест партии с награден фонд от 1 милион долара, обявена от ФИДЕ като Световен шампионат „Човек срещу Машина“. Шахматната машина прави три милиона ходове в секунда. След една победа за всеки и три равни партии, започва финалната партия, която се излъчва по телевизията и се наблюдава от 200–300 милиона зрители. След задоволително представяне, Каспаров отправя предложение за реми, което по-късно е върнато от екипа на Deep Junior. На въпрос, защо е предложил равна игра, Каспаров отговаря, че се е страхувал да не допусне досадна грешка. Първоначално замислена като ежегодно събитие, срещата не се повтаря.

### X3D Fritz, 2003 г.
През ноември 2003 г. той участва в среща от четири партии срещу компютърната програма X3D Fritz, която се провежда на виртуална дъска, с 3D-очила и система за гласово разпознаване. След две равни партии и една победа, срещата завършва с равенство. Каспаров получава 175 000 долара и златната награда. Каспаров критикува досадната грешка, която прави във втората партия и която му струва ценни точки. Той казва, че е играл добре и е надиграл машината.

## След шахмата
Каспаров се отказва от шахмата на 10 март 2005 г., след като заема разделеното първо място с Веселин Топалов на турнира в Линарес, Испания, за да се отдаде на писането на книги за шахматните си предшественици и на обществено-политическа дейност в Русия.
Той създава опозиционното движение „Обединен граждански фронт“, чиято главна цел е „да работи за запазването на изборната демокрация в Русия“. Участва активно в създаването на коалиция „Другата Русия“, която включва Обединения граждански фронт на Каспаров, Националболшевишката партия на Едуард Лимонов, Руската републиканска партия на Владимир Рижков и други организации, които се противопоставят на правителството на Владимир Путин. „Другата Русия“ е била бойкотирана от лидерите на руските демократични опозиционни партии — Руска обединена демократическа партия „Яблоко“ и Съюз на десните сили, тъй като те не одобряват участието на крайнонационалистически и леви партии в лицето на Националболшевишката партия и бивши членове на партия „Родина“. Въпреки това местни структури на Яблоко и на Съюза на десните сили предлагат сътрудничество. Каспаров твърди, че лидерите на тези партии се контролират от Кремъл, въпреки че те също критикуват силно президента.
Каспаров помага за осъществяването на Марша на несъгласните в Санкт Петербург на 3 март 2007 г. и Марша на несъгласните на 24 март 2007 г., в които хиляди души протестират срещу президента Владимир Путин и губернатора на Санкт Петербург. На 14 април 2007 г. той е задържан от Московската милиция, докато отива на демонстрация и след около 10 часа е пуснат под гаранция.
През октомври 2007 година Каспаров обявява намерението си да се кандидатира за президент на Русия от коалиция „Другата Русия“ и обещава да се бори за „демократична и правова Русия“.
На 24 ноември 2007 г. Каспаров и други критици на президента Владимир Путин са арестувани за пет дни от руската милиция по време на протестно шествие в Москва, организирано от „Другата Русия“. По време на шествието бившият световен шампион по шахмат и членове на неговия опозиционен съюз се опитват, въпреки съпротивата на милицията, да внесат в избирателната комисия в Москва петиция за коректни парламентарни избори на 2 декември. Срещу него е заведено дело и му е наложена глоба в размер на 1000 рубли (28,5 евро) за участие в непозволен протест. Гари Каспаров обжалва в Москва и отнася случая до Европейския съд за правата на човека (ЕСПЧ). През август 2013 г. Московският районен съд в Хамовники го признава за невинен. През октомври 2013 г. ЕСПЧ отсъжда, че руските власти са нарушили свободата на събиранията и свободата на сдружаване, арестувайки Каспаров през 2007 г. по време на протеста в Москва. Съдиите заявяват, че задържането на бившия шампион по шахмат и на осем други руски опозиционери „не е било пропорционална мярка за опазване на обществения ред“ и осъждат руските власти му да изплатят обезщетение 10 000 евро.
Последните години Каспаров през повечето време е извън родината си и живее в Женева. През декември 2013 г. той кандидатства за латвийско гражданство (Reuters). Агенцията твърди за писмо, изпратено от видния опозиционер до латвийски партии, в което той заявява, че чуждият паспорт би бил неговата гаранция за сигурност при работата му „в Русия и в други страни по света, където гражданските права се отричат, а демократичните норми се потъпкват“, но иска да запази и руското си гражданство. В молбата си за латвийско гражданство той пише, че майката на сина му Вадим е латвийка, а той самият е спечелил важна шахматна победа в бившата съветска република, когато бил на 7 години.
Писмото си, написано на латвийски, Каспаров изпраща до всички партии и независими депутати в латвийския парламент без лявоцентристката „Център на съгласието“. През 2009 г. подкрепяната главно от руското малцинство в Латвия коалиция подписва споразумение за сътрудничество с партията на Путин „Единна Русия“.
Междувременно Каспаров се кандидатира за президент на Световната шахматна федерация (ФИДЕ), за да вземе властта в световния шах от Кирсан Илюмжинов. През октомври 2013 г. по време на Общото събрание на ФИДЕ в Талин двамата са официално номинирани за президентските избори през август 2014 г. в град Тромсьо, Норвегия, който е домакин на шахматната олимпиада.
На 27 февруари 2014 г. Гари Каспаров официално става гражданин на Хърватия, където всяко лято почива на адриатическото крайбрежие, запазвайки руското си гражданство.

## „Нова хронология“
Гари Каспаров е бил поддръжник на теорията за нова хронология. На 30 октомври 2001 г. Каспаров представя сензационна версия за развитието на цивилизациите в интервю за в. „Комсомолска правда“, озаглавено „Старой истории – шах и мат!“. На въпроса на журналист „Не се ли усъмнихте във Фоменко?“ Гари Каспаров отговаря: „Критичен съм към всичко. Първата ми реакция бе отрицателна, но после открих, че много неща, изчислени и предсказани от Фоменко, се потвърждават. Историята се пише, за да ѝ вярваме. А от това в какво вярваме зависи настоящето и бъдещето ни. Но нашата история не издържа на критика“.